# Linia A-A
Linia A-A sau Linia Arhanghelsk - Astrahan, este denumirea frontierei ce urma a fi stabilită între teritoriul controlat de Germania nazistă și URSS după al Doilea Război Mondial în cazul victoriei militare a puterilor Axei. Granița urma în linii mari traseul acvatic Marea Albă - Marea Caspică, inclusiv râul Volga. Cea mai mare parte a teritoriilor sovietice de la vest de linia A-A urmau să fie incluse în comisariatele imperiale Ostland, Moscovia, Caucaz și Ucraina, controlate politic, militar și economic de germani. Inghermanlanda, inclusiv orașul Sankt Petersburg urma să fie inclusă în componența Imperiului German, iar Republica Sovietică Socialistă Carelo-Fină și regiunea Murmansk aveau să fie alipite la Finlanda. Germanii preconizau să întărească noul hotar cu un puternic val de apărare, menit să prevină o eventuală tentativă de revanșă din partea Uniunii Sovietice. Totodată, în Orientul Depărtat, Japonia preconiza anexarea Sahalinului de Nord și alipirea teritoriilor sovietice situate la sud de râul Amur la Manciuria, monarhie aflată la acel moment sub protectoratul Imperiului Japonez. Aceste planuri au fost anulate de victoria coaliției antifasciste.